# Йоан Дука Ангел Палеолог Раул Ласкарис Торник Филантропин Асен
Йоан Дука Ангел Палеолог Раул Ласкарис Торник Филантропин Асен (на гръцки: Ἰωάννης Δούκας Ἄγγελος Παλαιολόγος Ῥαοὺλ Λάσκαρις Τορνίτζης Φιλανθρωπηνός Ἀσάνης; около 1444 – 1449?) е вероятният наследник на Морейското деспотство, респективно на византийското/римското наследство в навечерието на превземането на Константинопол (1453).
За съществуването му се знае от изображение с надпис /унищожени но запазени на фотография/ в манастира Мега Спилеон край Калаврита. Изображението от XV век било с размери 1 м на 0,56 м на дете - момче в императорска хламида издържана в двуглави орли, обградени с кръгове и дракони. Над детето е Богородица, а между тях частично запазен надпис и епиграма в ямбически триметри. 
Надписът съдържа осем епонима, нещо уникално. Епонимът "Асен" е основен. Изказани са въз основа на сравнителен анализ и цялостна просопография две хипотези за идентификация на образа:
1. син на Димитър Палеолог
2. син на Тома Палеолог

Иван Божилов приема за достоверна първата хипотеза по причина, че ако изобразеното дете е син на Тома Палеолог би следвало да носи и фамилиите на Катерина Закария. Освен това манастирът Мега Спилеон се намирал на територията на Морейския деспотат, а смъртта на детето се отнася към 1449 г. когато Димитър Палеолог получил в апанаж  югоизточен Пелопонес и се установил в Мистра. 